# Jacques Laurent
Jacques Laurent, född 5 januari 1919 i Paris, död 29 december 2000 i Paris, var en fransk romanförfattare, essäist och journalist. Utöver sitt verkliga namn använde han flera olika pseudonymer, varav Cécil Saint-Laurent är den mest kända och använda. Han tilldelades Goncourtpriset 1971.

## Liv och gärning
Efter studier vid Paris universitet romandebuterade Laurent 1947. Han fick en tidig framgång med den historiska romanen Den kära Caroline som också blev en uppmärksammad film. Han tog tidigt avstånd från den typ av politiskt inriktade vänsterförfattare som var på modet vid denna tid. År 1953 grundade han den egna litterära tidskriften La Parisienne, som varade i fem år och blev en viktig plattform.
Laurant hade i ungdomen varit aktiv monarkist och räknades till den litterära rörelsen Husarerna, tillsammans med bland andra Roger Nimier, Antoine Blondin och Michel Déon. I samband med Algerietrevolten gjorde han politiska uttalanden emot Charles de Gaulle, som han ansåg var en förrädare. Han var under en kortare period skribent för L'Esprit public, med kopplingar till OAS, men upphörde efter meningsskiljaktigheter med Jean Mabire.
År 1971 fick Laurent Goncourtpriset för sin roman Les Bêtises ("dumheterna"). Han valdes in i Franska akademien 1986.

## Utgivet på svenska
- Den kära Caroline (Caroline chérie), 1947, som Cécil Saint-Laurent, på svenska 1951 av Erland Rådberg
- Caroline på äventyr (Caroline chérie), 1947, som Cécil Saint-Laurent, på svenska 1952 av Erland Rådberg
- Don Juan på äventyr (Le fils de Caroline chérie), 1950, som Cécil Saint-Laurent, på svenska 1954 av Erland Rådberg
- Caroline, vilken äventyrsnatt! (Les caprices de Caroline), 1951, som Cécil Saint-Laurent, på svenska 1953 av Erland Rådberg
- Mata-Haris dotter (La fille de Mata-Hari), 1954, som Cécil Saint-Laurent, på svenska 1956 av Gerd Bausch-Lilliehöök
- Vad har du gjort, Clotilde? (Prénom Clotilde), 1957, som Cécil Saint-Laurent, på svenska 1958 av Hille Blomberg
- Damen på Kaspar Hausergatan (Les dimanches de Mademoiselle Beaunon), 1982, på svenska 1995 av Gunnel von Friesen
- Du skulle inte duga till tandläkare (Le miroir aux tiroirs), 1990, på svenska 1998 av Gunnel von Friesen

## Utmärkelser i urval
- 1953: Prix du Quai des Orfèvres för Sophie et le crime
- 1971: Goncourtpriset för Les Bêtises
- 1981: Franska Akademiens stora pris
- 1983: Prix Prince-Pierre-de-Monaco
- 1994: Jean Giono-priset för L'Inconnu du temps qui passe